# ملك (شطرنج)

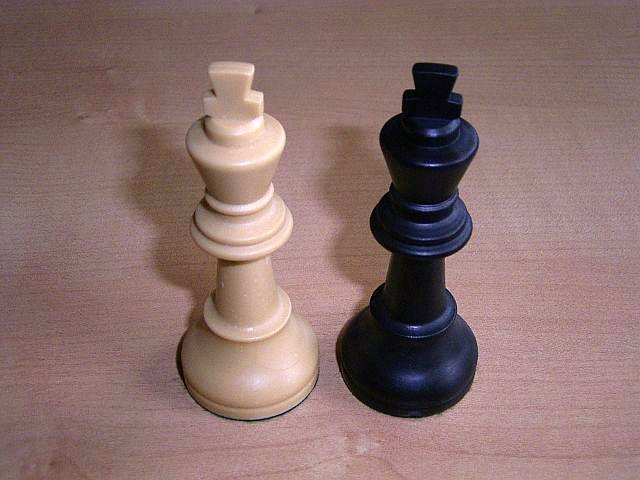
الشاه بلونين

الملك أو الشاه (♔, ♚) أهم قطعة في لعبة الشطرنج (وإن لم تكن أقواها) وهي التي يسعى اللاعب المنافس إلى أسرها كي تنتهي اللعبة بالنصر. إذا وقع الملك في المصيدة ولم يستطع ان يتحرك لكي ينجو من الأسر يعتبر في حالة (كش مات).

## التبييت

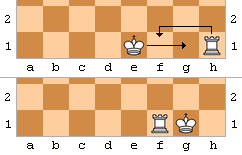
التبييت

وهي عملية تبادل مواقع مع الرخ (القلعة)، وتتم بتحرك الملك في اتجاه القلعة عدد مربعين، وتتحرك القلعة في الاتجاه المعاكس على المربعات التي مر بها المللك. للقيام بهذه الحركة يشترط عدم قيام القطعتين باي حركة من قبل.وبشرط عدم وجود أي قطعة بينهما.وعدم وجدود تهديد للملك في المربعات التي يمر بها.

## كش مات
حالة في اللعبة حين يكون الملك تحت التهديد. ويقول اللاعب لمنافسه جملة "كش ملك" إذا قام بحركة وضع فيها الملك تحت التهديد. وفي هذه الحالة يجب أن يقوم اللاعب المُهّدَد بتحريك أي قطعة لحماية ملكه في الحال والا انتهت اللعبة.